# Supercopa d'Europa de futbol 2017
La Supercopa d'Europa 2017 fou la 42a edició de la Supercopa de la UEFA, un partit de futbol anual organitzat per la UEFA i disputada pels campions de les dues principals competicions europees de clubs, la Lliga de Campions de la UEFA i la Lliga Europa de la UEFA.
El partit el varen disputar el Reial Madrid, campió de la Lliga de Campions de la UEFA 2016–17, i el Manchester United FC, campió de la Lliga Europa de la UEFA 2016-2017.
Es va jugar al Estadi Filip II de Skopje, Macedònia del Nord. El Reial Madrid va guanyar el partit per 2-1.

## Partit

### Detalls
| Reial Madrid CF         | 2-1     | Manchester United FC |
| ----------------------- | ------- | -------------------- |
| Casemiro 24' · Isco 52' | Detalls | Romelu Lukaku 62'    |

| Real Madrid | Manchester United |

| GK              | 1  | Keylor Navas      |     |       |
| RB              | 2  | Dani Carvajal     | 84' |       |
| CB              | 5  | Raphaël Varane    |     |       |
| CB              | 4  | Sergio Ramos (c)  | 86' |       |
| LB              | 12 | Marcelo           |     |       |
| CM              | 10 | Luka Modrić       |     |       |
| CM              | 14 | Casemiro          |     |       |
| CM              | 8  | Toni Kroos        |     |       |
| RF              | 11 | Gareth Bale       |     | 74'   |
| CF              | 9  | Karim Benzema     |     | 83'   |
| LF              | 22 | Isco              |     | 74'   |
| Suplents:       |    |                   |     |       |
| GK              | 13 | Kiko Casilla      |     |       |
| DF              | 6  | Nacho             |     |       |
| DF              | 15 | Theo Hernández    |     |       |
| MF              | 20 | Marco Asensio     |     | Entra |
| MF              | 23 | Mateo Kovačić     |     |       |
| FW              | 7  | Cristiano Ronaldo |     | 83'   |
| FW              | 17 | Lucas Vázquez     |     | 74'   |
| Entrenador:     |    |                   |     |       |
| Zinédine Zidane |    |                   |     |       |

| GK            | 1  | David de Gea         |       |     |
| RB            | 25 | Antonio Valencia (c) |       |     |
| CB            | 2  | Victor Lindelöf      |       |     |
| CB            | 12 | Chris Smalling       |       |     |
| LB            | 36 | Matteo Darmian       |       |     |
| CM            | 21 | Ander Herrera        |       | 56' |
| CM            | 31 | Nemanja Matić        |       |     |
| CM            | 6  | Paul Pogba           |       |     |
| RW            | 22 | Henrikh Mkhitarian   |       |     |
| CF            | 9  | Romelu Lukaku        |       |     |
| LW            | 14 | Jesse Lingard        | 42'   | 46' |
| Suplents:     |    |                      |       |     |
| GK            | 20 | Sergio Romero        |       |     |
| DF            | 17 | Daley Blind          |       |     |
| MF            | 8  | Juan Mata            |       |     |
| MF            | 16 | Michael Carrick      |       |     |
| MF            | 27 | Marouane Fellaini    |       | 56' |
| FW            | 11 | Anthony Martial      |       |     |
| FW            | 19 | Marcus Rashford      | 90+4' | 46' |
| Entrenador:   |    |                      |       |     |
| José Mourinho |    |                      |       |     |

| Àrbitres assistents: Elenito Di Liberatore (Itàlia) Mauro Tonolini (Itàlia) Quart àrbitre: Clément Turpin (France) Àrbitres assistens addicionals: Davide Massa (Itàlia) Massimiliano Irrati (Itàlia) Àrbitre assistent suplent: Riccardo Di Fiore (Itàlia) | Regles del Partit - 90 minuts. - 30 minuts of pròrroga si calgués - Tanda de penals en cas que continuï l'empat. - Set suplents a la banqueta, dels quals tres poden jugar. |

| Supercopa d'Europa 2017  |
| ------------------------ |
| Escut del Reial Madrid   |
| Reial Madrid Quart títol |